# أسلوب ستريملاين مودرن
ستريملاين مودرن هو أسلوب دولي ينبثق من عمارة وتصميم حركة الآرت ديكو ظهر في ثلاثينيات القرن العشرين. مستوحى من التصميم الديناميكي الهوائي. ركزت عمارة الستريملاين على الأشكال المنحنية، والخطوط الأفقية الطويلة، وأحيانًا العناصر البحرية. في التصميم الصناعي، استخدم في قاطرات السكك الحديدية، والهواتف، والمحامص، والحافلات، والأجهزة، وغيرها من الأجهزة لإعطاء انطباع بالأناقة والحداثة.
في فرنسا، كان يطلق عليه أسلوب باكبو، أو «أسلوب عابرة المحيط المنتظمة»، وتأثر بتصميم عابرة المحيط المنتظمة الفاخرة إس إس نورماندي، التي أُطلقت عام 1932.

## أصولها ومؤثراتها
مع تقدم الكساد الكبير في ثلاثينيات القرن العشرين، رأى الأمريكيون جانبًا جديدًا من آرت ديكو، أي التبسيط، وهو مفهوم تُصور لأول مرة من قبل المصممين الصناعيين الذين جردوا تصميم آرت ديكو من زخرفته لصالح مفهوم الخطوط النقية الديناميكية الهوائية للحركة والسرعة المُطورة من التفكير العلمي. قد تكون الأشكال الأسطوانية والنوافذ الأفقية الطويلة في العمارة تأثرت أيضًا بالبنائية، وبمعماريي الموضوعية الجديدة، وهي حركة متصلة بحركة ويركبوند الألمانية. تشمل الأمثلة على هذا الأسلوب بناية موسهاوس عام 1923، وإعادة بناء ركن مبنى مكاتب برلين في عام 1923 بواسطة إريك مندلسون وريتشارد نيوترا. كان أسلوب ستريملاين مودرن في بعض الأحيان انعكاسًا للفترات الاقتصادية الصارمة. استبدلت الزوايا الحادة بمنحنيات ديناميكية هوائية بسيطة، واستبدلت الزخرفة بالخرسانة الملساء والزجاج.
أدخل هذا الأسلوب الضوء الكهربائي في الهيكل المعماري لأول مرة. يوجد في غرفة الطعام من الدرجة الأولى في إس إس نورماندي، المركبة في الفترة من 1933-1935، اثنا عشر عمودًا من زجاج لاليك، و38 عمودًا مضاءً في الغرفة. كان بهو قصر فندق ستراند (1930)، الذي حُفظ من الهدم بواسطة متحف فيكتوريا وألبرت خلال عام 1969، أحد الاستخدامات الأولى للزجاج المعماري المضاء داخليًا، وكان من قبيل الصدفة أول تصميم داخلي حديث حُفظ في متحف.

## العمارة
ظهر أسلوب ستريملاين مودرن في أغلب الأحيان في المباني المتعلقة بالنقل والحركة، مثل محطات الحافلات والقطارات، ومحطات المطار، والمقاهي على جانب الطريق، ومباني الموانئ. كان لها خصائص مشتركة مع العمارة الحديثة، بما في ذلك الاتجاه الأفقي، الزوايا المستديرة، استخدام جدران من الطوب الزجاجي أو نوافذ الكوة، والأسقف المسطحة، والأجهزة المطلية بالكروم، والحزوز أو الخطوط الأفقية في الجدران. كانوا في كثير من الأحيان بالأبيض أو بألوان الباستيل الخافتة.
مثال على هذا النمط هو حمامات الملاهي المائية في مقاطعة الملاهي المائية التاريخية في سان فرانسيسكو. بني في عام 1936 من قبل وكالة إدارة تقدم الأعمال، ويتميز بالخطوط الأفقية المميزة والزوايا المستديرة الكلاسيكية ونوافذ النمط، والتي تشبه عناصر السفينة. يحافظ التصميم الداخلي على الكثير من الزخرفة والتفاصيل الأصلية، بما في ذلك جداريات الفنان ومنظّر الألوان هيلير هيلر. كان المعماريون هم ويليام موسر جونيور وويليام موسر الثالث. وهي الآن المركز الإداري لمقاطعة الملاهي المائية التاريخية.
بني فندق نورماندي في سان خوان، بورتوريكو، واُفتتح خلال عام 1942، على الشكل المنمق لعابرة المحيط المنتظمة إس إس نورماندي، ويعرض علامة السفينة الأصلية. كانت ستيرلينج ستريملينر داينرز في نيو إنجلاند داينرز مصممة مثل قطارات الستريملاين.
على الرغم من أن منازل أسلوب ستريملاين مودرن أقل شيوعًا من المباني التجارية للأسلوب، إلا أن المساكن من هذا النوع موجودة. بيت لايدكر في لوس أنجلوس، الذي بناه هاورد لايدكر، هو مثال على أسلوب ستريملاين مودرن في العمارة السكنية. في التطوير الحضري لقطع الأراضي، استخدمت عناصر النمط في بعض الأحيان كتنوع في مساكن البيوت الملاصفة لما بعد الحرب في مقاطعة سن سيت الغروب في سان فرانسيسكو.

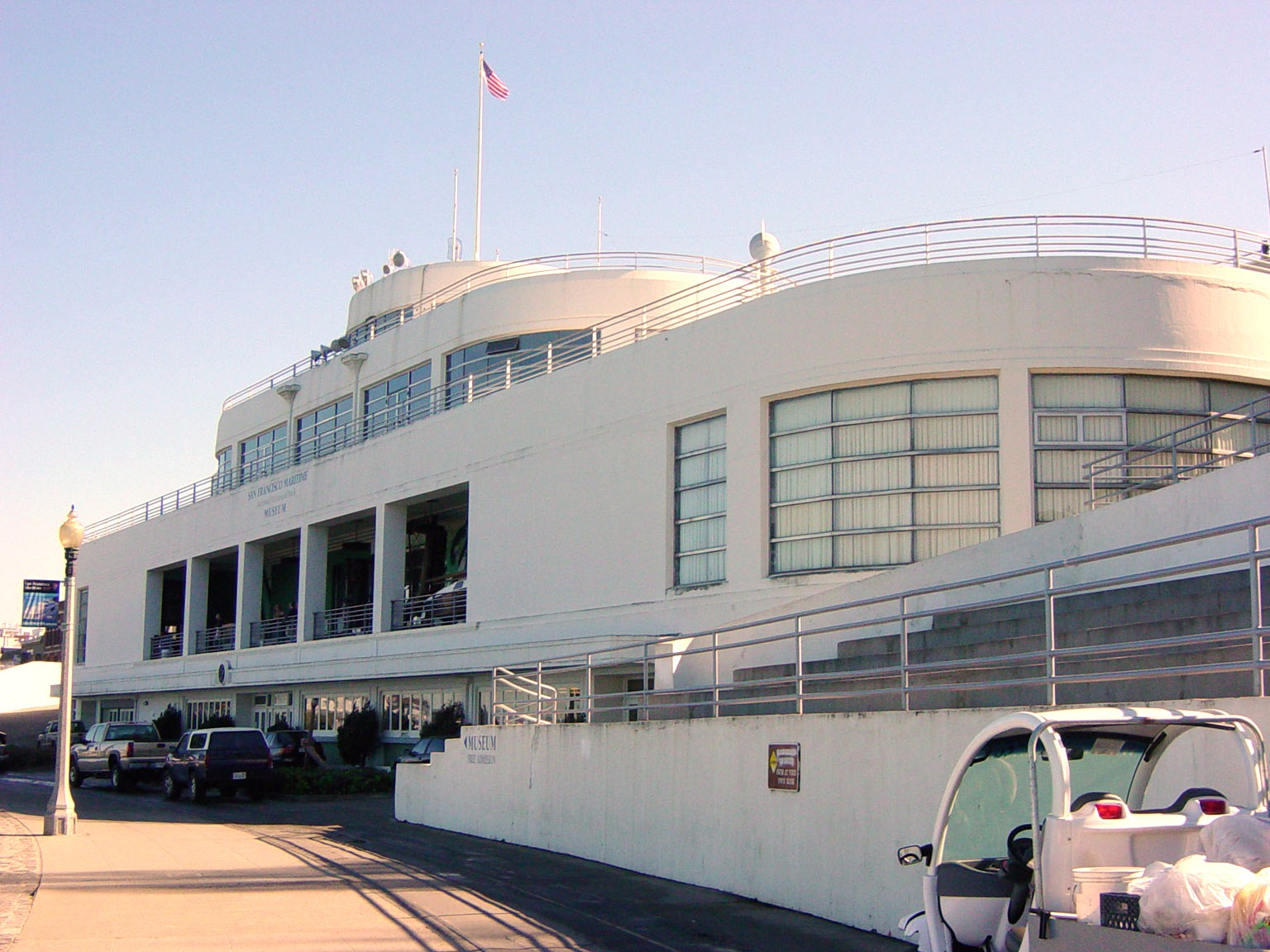
Aquatic Park Bathhouse, الآن جزء من Aquatic Park Historic District سان فرنسيسكو (1936)
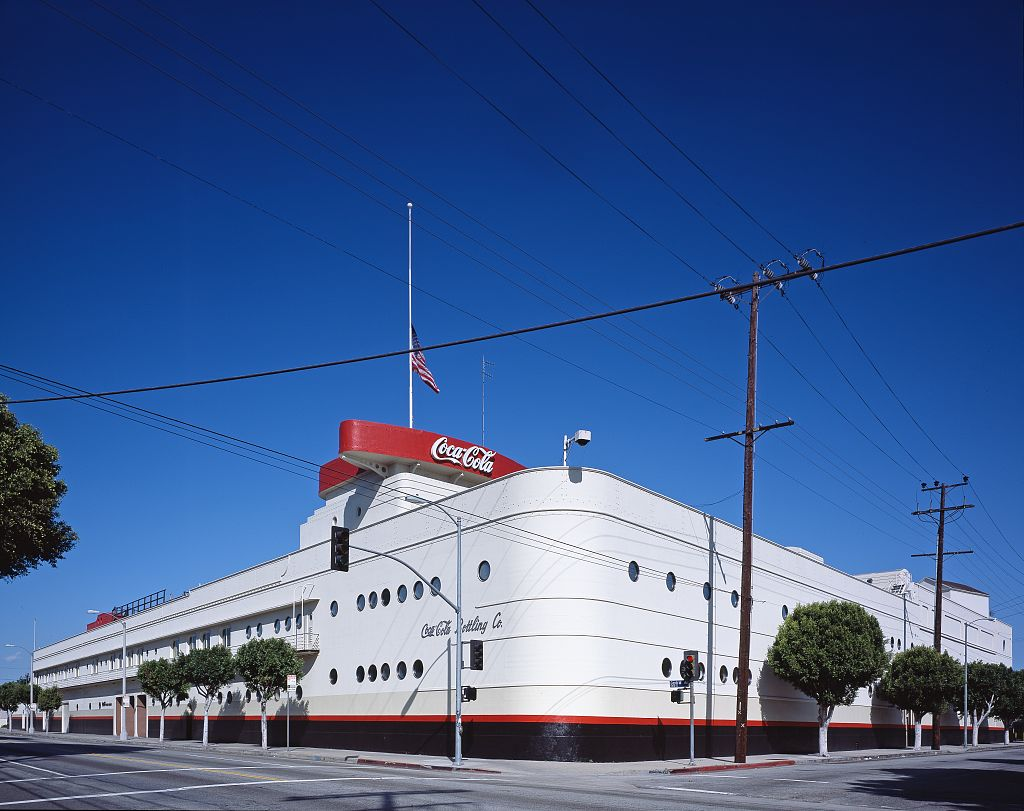
مصنع Coca-Cola، لوس أنجلس بيد Robert V. Derrah (1936)
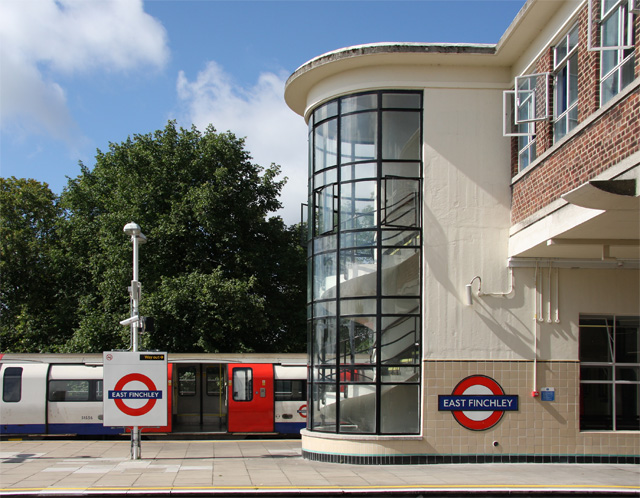
East Finchley Tube station, لندن (1937)
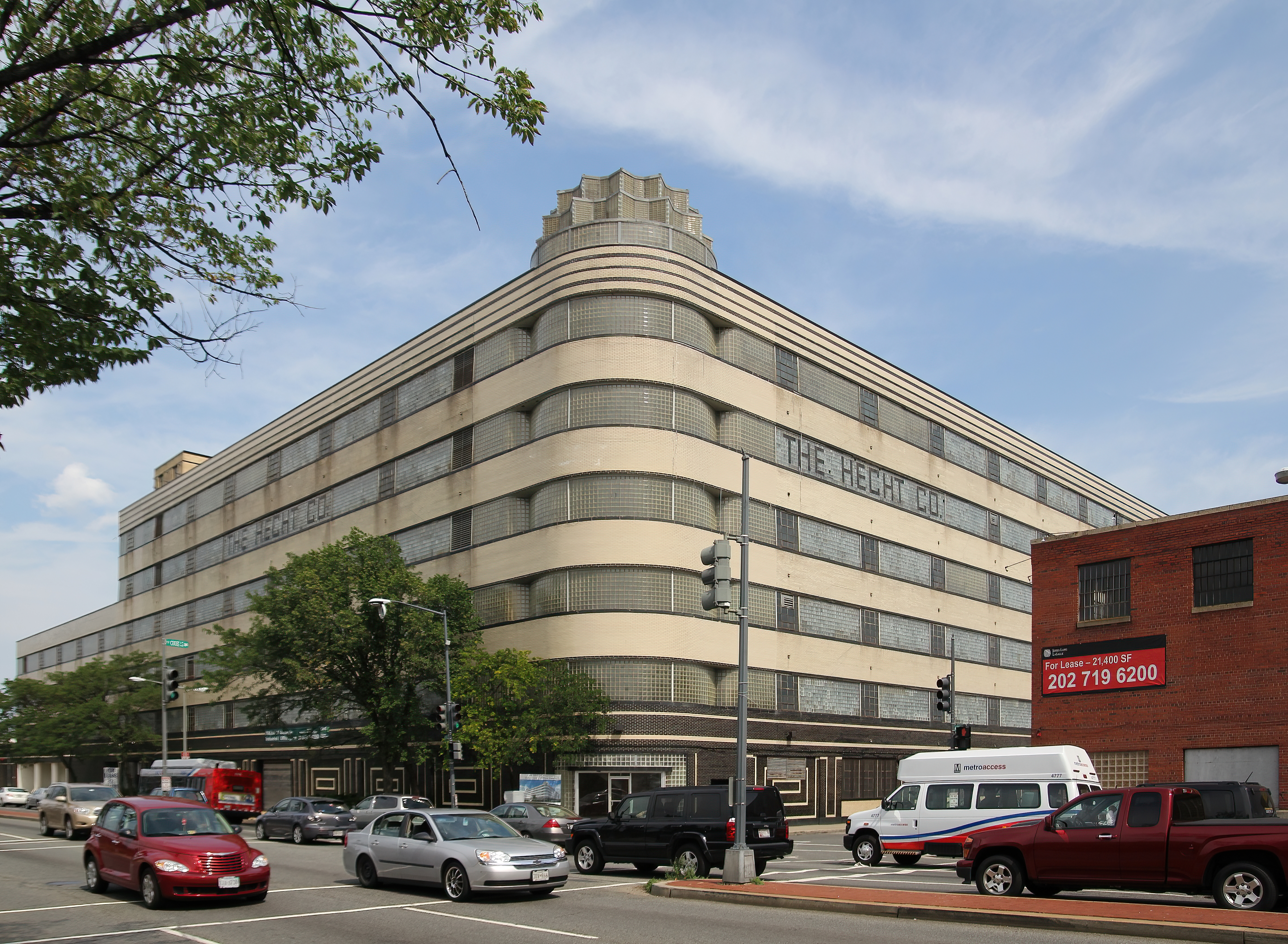
Hecht Company Warehouse شمالي واشنطن العاصمة (1937)
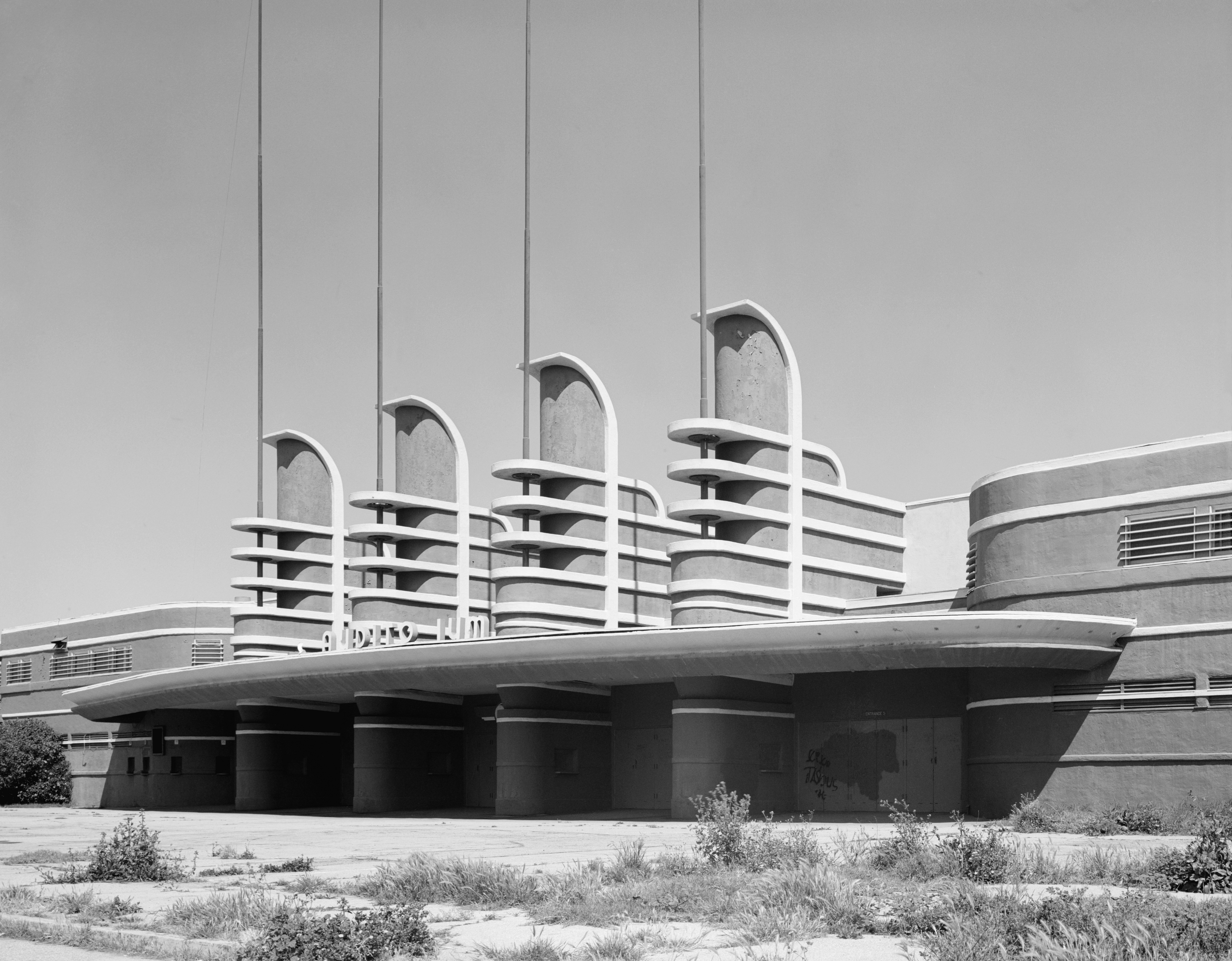
Pan-Pacific Auditorium في لوس أنجلس, كاليفورنيا (1935–1989)
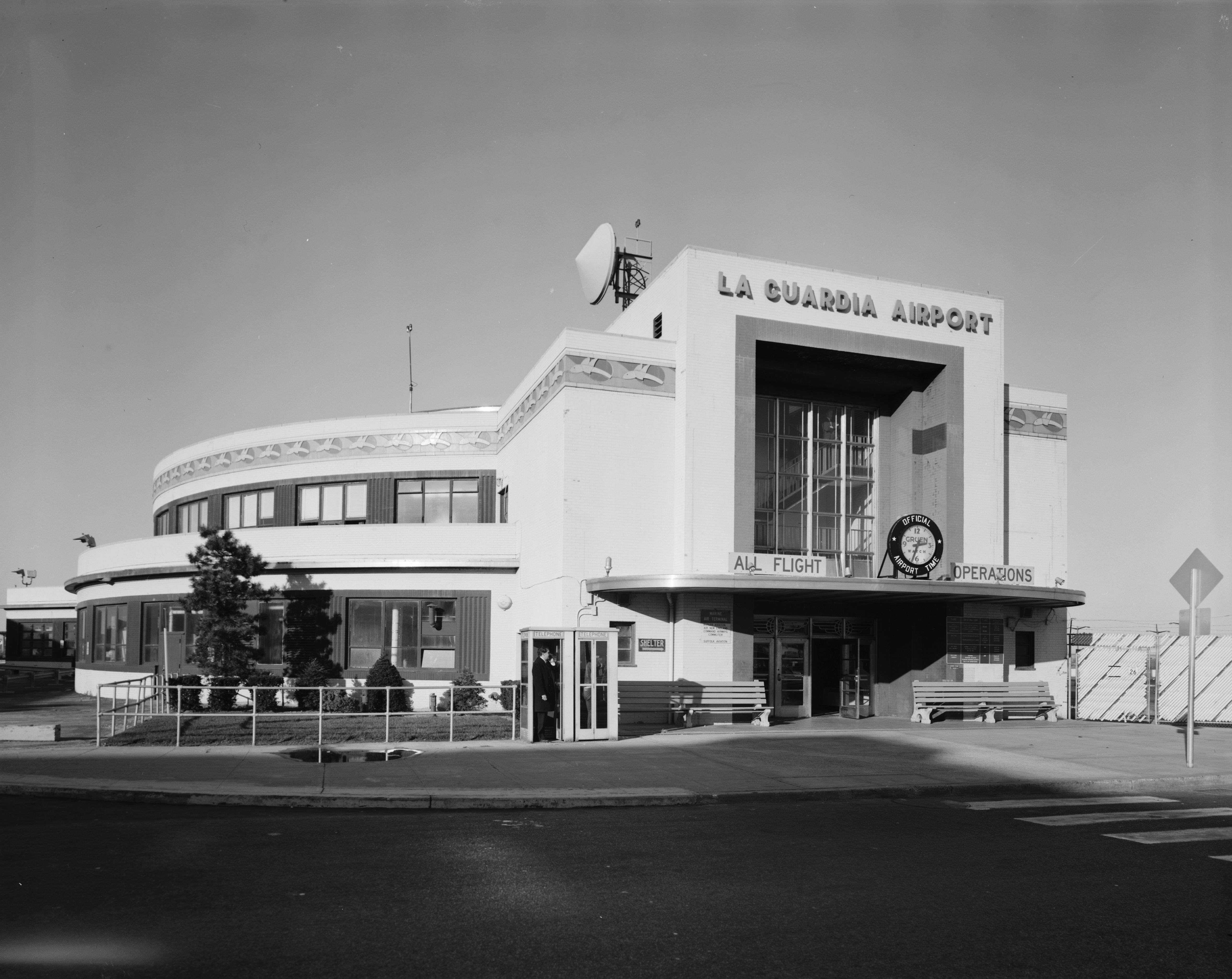
Marine Air Terminal في مطار لاغوارديا, نيويورك (1939)
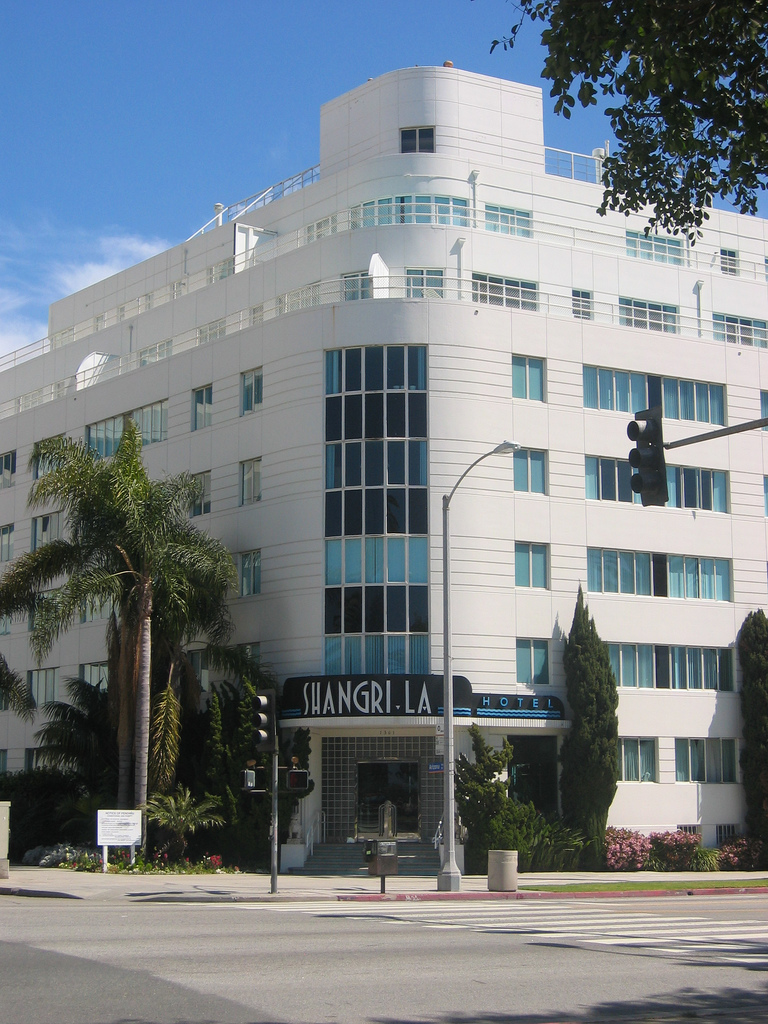
Hotel Shangri-La (1939), Santa Monica, كاليفورنيا
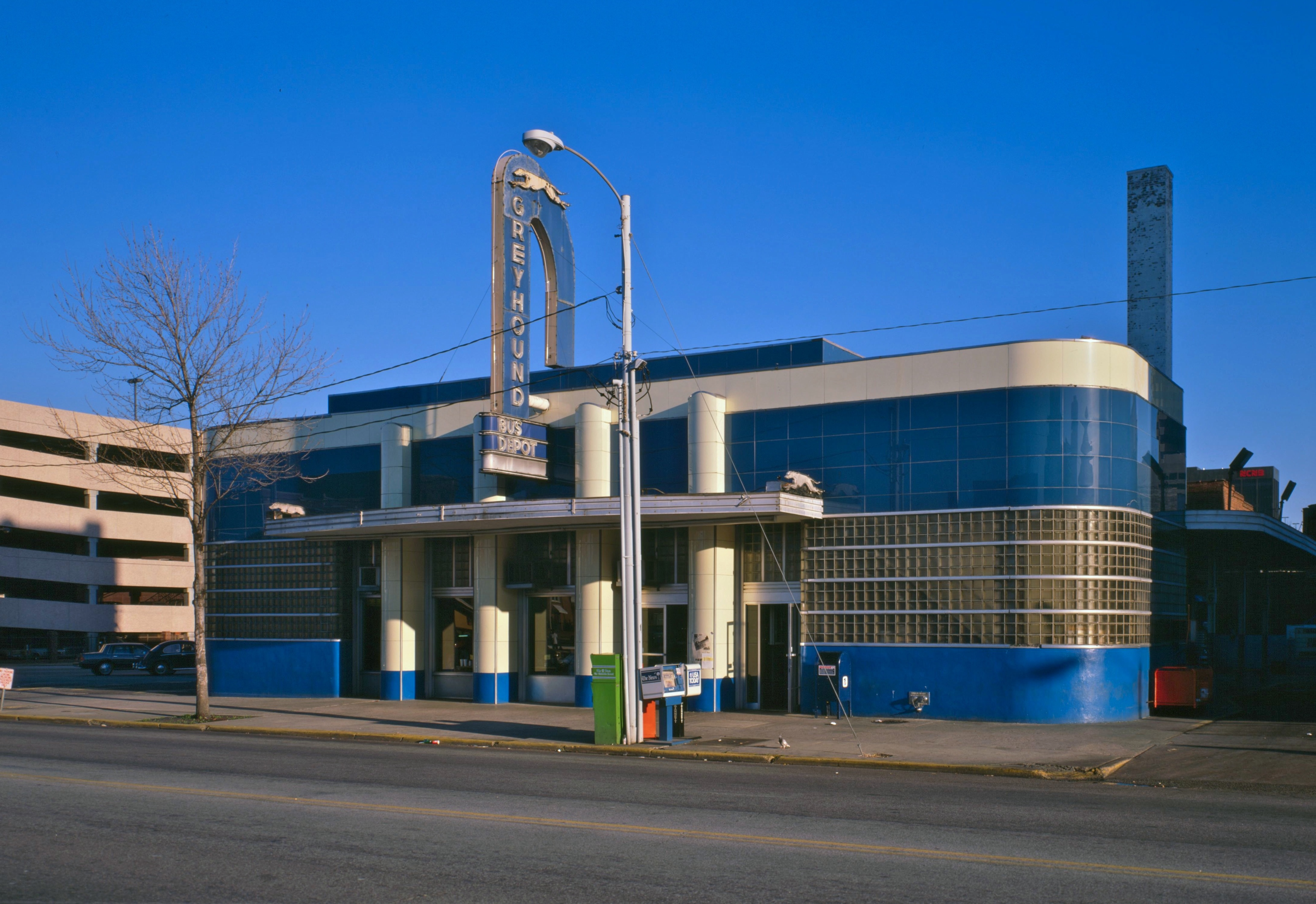
Greyhound Bus Station, كولومبيا, كارولينا الجنوبية  (1936–1939)
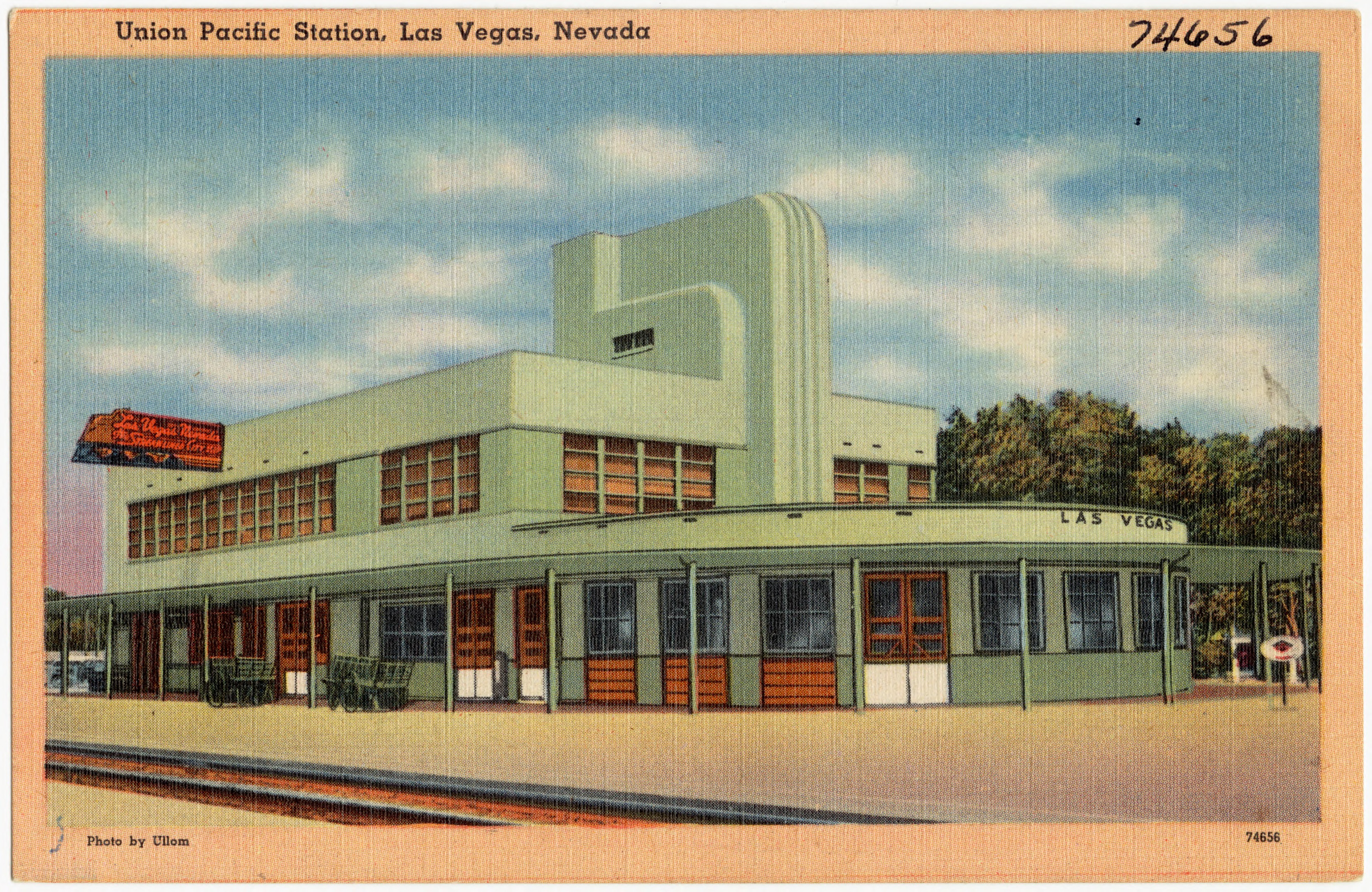
محطة لاس فيغاس Union Pacific Railroad (منتصف عقد 1930, دمر 1971)
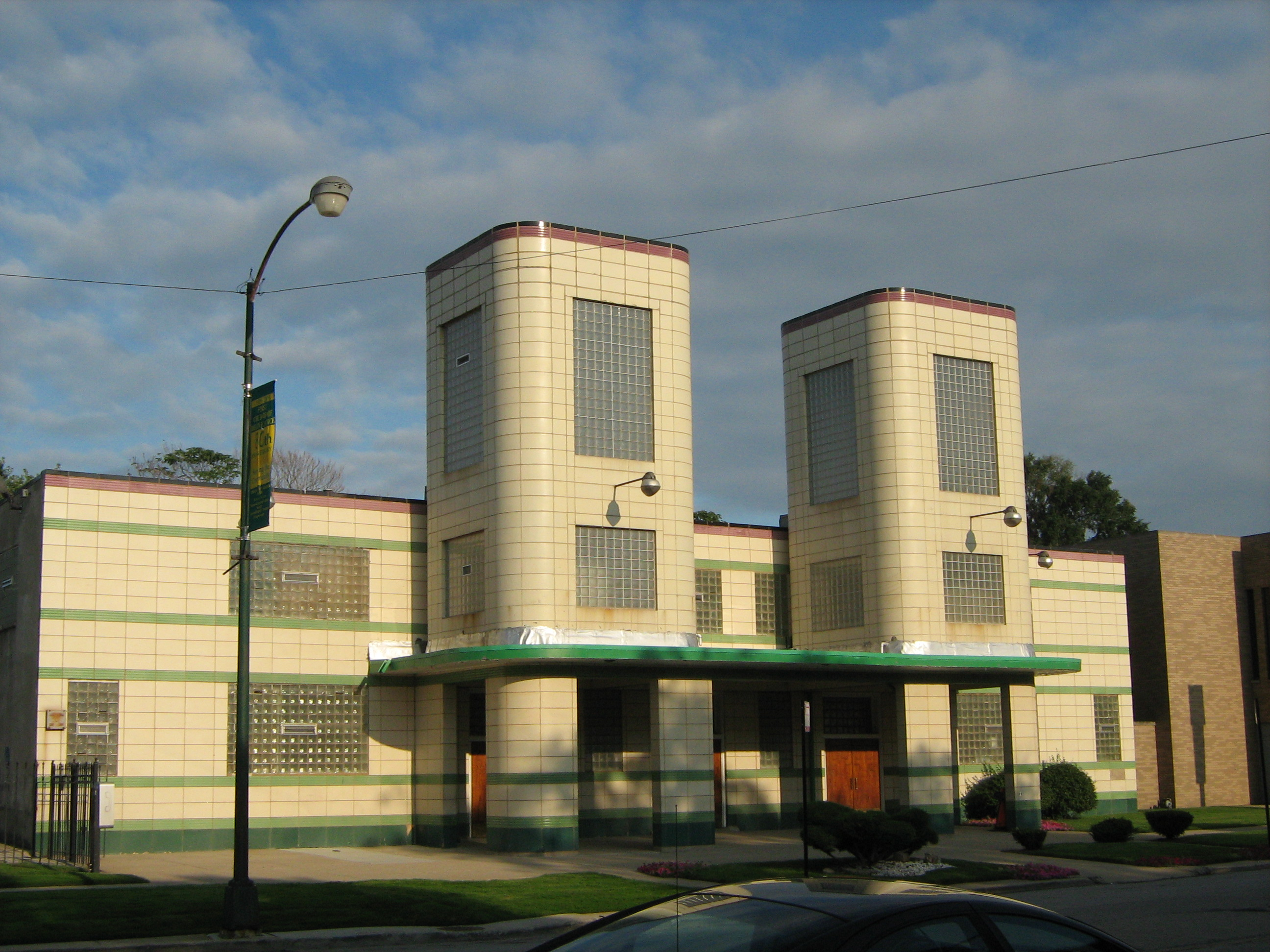
Streamline Moderne church, First Church of Deliverance, شيكاغو, IL (1939), تنفيذ والتر تي بيلي.
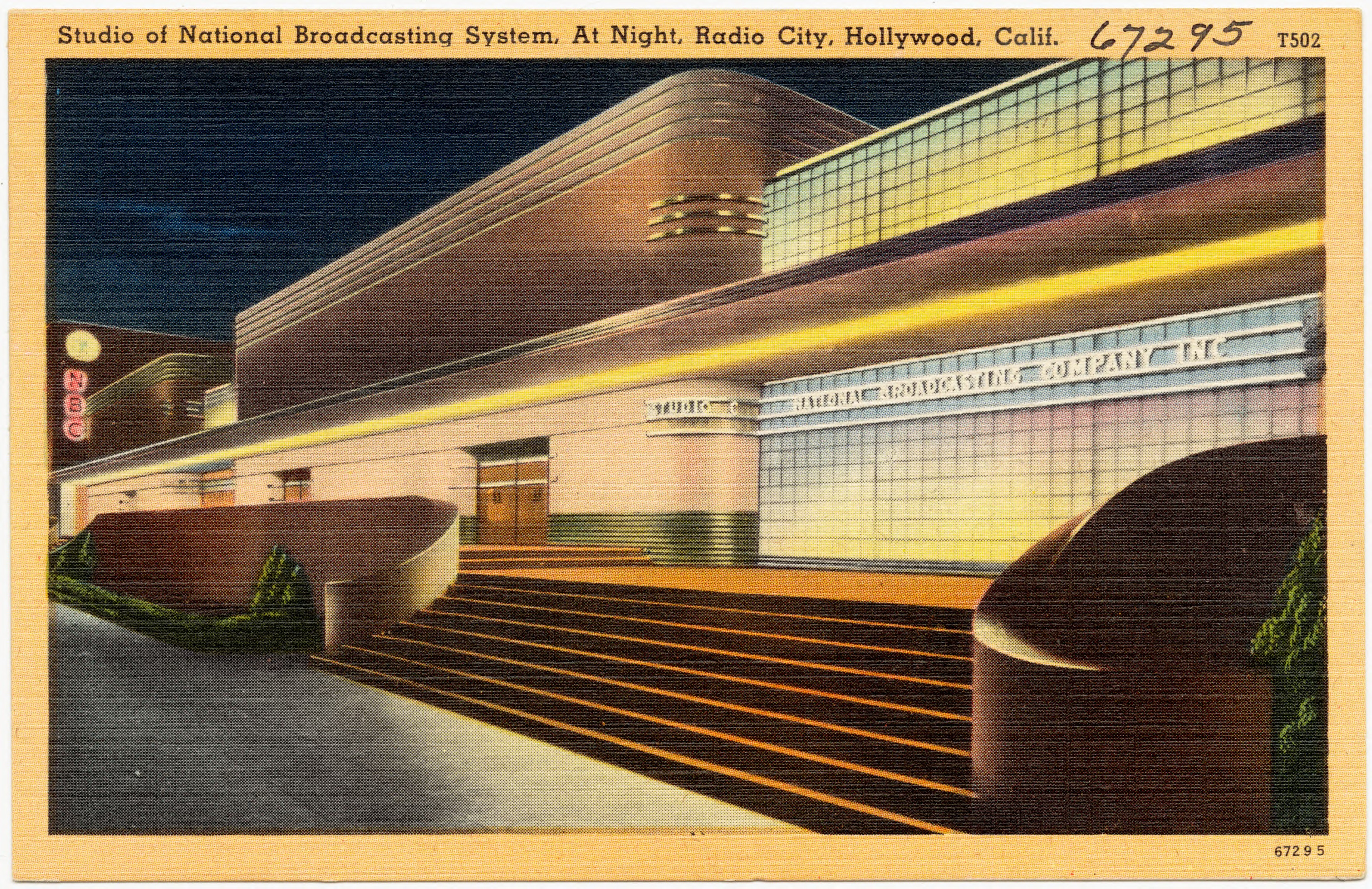
صورة ليلية, NBC Hollywood Studios (1938)